# Jens H. Henriksen
Jens Henrik Sahl Henriksen (født 23. august 1945 i København) er en dansk klinisk fysiolog og nuklearmediciner, professor ved Københavns Universitet (KU) og overlæge ved Hvidovre Hospital. Han er særlig kendt for udforskning af kredsløbet ved leversygdomme og bidrag til fysiologiens historie.

## Uddannelse og professionel erfaring
Henriksen er søn af snedkermester Ejnar Henriksen og Christa Marie Luise Sahl. Efter studentereksamen fra Christianshavns Gymnasium påbegyndte han kemi-studiet ved Polyteknisk Læreanstalt, men skiftede hurtigt til at læse medicin på Københavns Universitet. Efter en tid som regensianer blev han læge i 1973, dr.med. i 1982, speciallæge i 1983 og professor i klinisk fysiologi & nuklearmedicin i 1994, som den første i lærestolen i dette speciale ved KU. Han var overlæge ved Hvidovre Hospital fra 1984 til 2014 og fik i 2009 kandidateksamen i membranbiokemi, cellulær signalering og transduktion. Henriksen startede forskerkarrieren hos lektor Gorm Wagner på Medicinsk Fysiologisk Institut, KU med at undersøge elektromekaniske egenskaber af glat muskulatur fra livmoder under forskellige hormonale tilstande. Hos overlæge Kjeld Winkler på klinisk fysiologisk afdeling, Københavns Kommunehospital, opbyggede han et respirationsfysiologisk laboratorium og udførte avancerede væskeskintigrafiske målinger. Efter studietur til USA introducerede Henriksen levervenekateterisation via lyske og halsvene på Hvidovre Hospital. Hos overlæge Niels A. Lassen på Bispebjerg Hospital arbejdede han videre med transportkinetik. I forbindelse med kredsløbsundersøgelser udviklede han i samarbejde med instrumentmager Leif Magnussen, firmaet Ole Dich, en speciel flerkanal-prøvetager med stor tids- og volumenpræcision til nøjagtige målinger af karrenes transportdynamik. Dette instrument har dannet basis for betydelig kredsløbsforskning gennem fire årtier.

## Forskningsindsats
Henriksen påviste som den første i 1976 det accelererede interne proteinkredsløb fra lever via lymfe til blodcirkulation ved leversygdom. Et forhold, der har stor betydning for væskeophobning i bughulen og kapillærernes tilstand. Han opdagede i 1980 sammen med Helmer Ring-Larsen og Niels Juel Christensen den voldsomt øgede sympatiske nerveaktivitet ved skrumpelever og betydningen for kredsløbsregulation, nyrefunktion og væskeophobning i kroppen. Henriksen målte i 1986 som den første den skæve blodfordeling med central- og arteriel underfyldning og overfyldning i bughule og i det perifere kredsløb hos patienter med leversygdom. Konsekvenserne for den samlede cirkulation blev kortlagt ved avanceret kinetik.
Henriksen påviste i 1989 og følgende år betydningen af en række nye peptidsignalstoffer for karrenes fyldning og kredsløbssvigt ved leversygdom. Natriuretiske peptider og senere endotheliner blev undersøgt i samarbejde med Flemming Bendtsen, Søren Møller og Alexander L. Gerbes. Han demonstrerede i 2002 tilstedeværelsen af elektromekanisk dyssynkroni i hjertet på leversyge patienter. Dette har betydning for det hjertesvigt, som kan ses hos disse patienter. Henriksen har endvidere ydet væsentlige bidrag til patofysiologisk forskning, herunder metoder til bestemmelse af omsætning af hormoner og signalstoffer, bestemmelse af nyrefunktion og lungefunktion på patienter med leversygdom, cellebiologiske målinger af elektrolyttransport, videreudvikling af kredsløbskateterisation, volumen- og gennemblødningsmåling, ydet teoretiske bidrag til omsætnings-, kredsløbs-, og nyrekinetik, samt frekvensanalyse af hjertets elektriske og mekaniske aktivitet. Henriksen har fra 1996 og frem skrevet en række fysiologihistoriske afhandlinger og biografier over engelske og danske fysiologer.

## Akademiske hverv
Henriksen har været medlem af en række videnskabelige bestyrelser og formand for Selskabet for Teoretisk og Anvendt Terapi og Dansk Selskab for Klinisk Fysiologi og Nuklearmedicin. Han har været redaktør for Clinical Physiology og Scandinavian Journal of Clinical ond Laboratory Investigation, samt tilknyttet redaktionen af en række andre videnskabelige tidsskrifter. Han har været gæsteforelæser og -forsker ved Massachusetts General Hospital, Department of Nuclear Medicine; Brompton Hospital, Respiratory Unit; Clinic y Provincial, Barcelona, Liver Unit; Toronto General Hospital, Department of Gastroenterology; University Hospital Katowice, Department of Gastroenterology; Tallinn General Hospital, Department of Gastroenterology; Institute of Cardiology, Kaunas; Kaunas University Hospital, Department of Cardiology; Institute of Physiology, Bergen.

## Tildelte legater og priser
Jens H. Henriksen er tildelt Kommunitetet, Gårdejer af Stenløses legat, Klein-prisen, Niels A. Lassen-prisen og DSKFNM-ærespris.

## Bogpublikationer og fysiologihistorie
- Henriksen J.H.: "Ascitespatogenese ved levercirrhose. Lokale mekanismer belyst ved tracerkinetiske studier og trykmålinger." FADL's Forlag, København, Aarhus, Odense, pp.1-95, 1982.
- Henriksen J.H.: "Degradation of bioactive substances: Physiology and pathophysiology". CRC Press, Inc. Boston, London, pp. 1-318, 1991.
- Henriksen J.H., Fuglsang S., Larsson H.W.B.: "Basal Indikatorkinetik. Kinetiske principper i den intakte organisme og de enkelte organer." Forlaget Underskoven, København, pp. 1-222, 2011.
- Henriksen J.H.: "Ernest Henry Starling (1866-1927), Physician and  Physiologist." Lægeforeningens Forlag, København, 1-140, 2000.
- Henriksen J.H.: "Starling, His Comtemporaries and the Nobel Prize. One hundred years with hormones." Scand J Clin Lab Invest 2003;63:1-64.
- Henriksen JH.: "The history of cardiovascular endocrinology, and the continuous need for developing animal models." Cardiovasc Endocrinol 2014;3:2-8.
- Henriksen JH.: "Fire Fysiologer – Eksponenter for den tidlige forskningsbaserede kliniske fysiologi." Forlaget Munksgaard, København, pp. 1-424, 2018.

## Udvalgte publikationer
- Henriksen JH, Lassen NA, Parving H-H, Winkler K. "Filtration as the main mechanism of protein exchange between plasma and the peritoneal cavity in hepatic cirrhosis." Scand J Clin Lab Invest 40: 503-513, 1980 PMID 7444354
- Henriksen JH. "Protein-kinetic and haemodynamic studies in patients with liver cirrhosis. Evidence of a lymph-imbalance theory of ascites formation". Clin Physiol 1: 565-578, 1981. doi:10.1111/j.1475-097X.1981.tb00923.x
- Henriksen JH, Christensen NJ, Ring-Larsen H. "Noradrenaline and adrenaline in various vascular beds in patients with hepatic cirrhosis". Clin Physiol 1: 293-304, 1981. doi:10.1111/j.1475-097X.1981.tb00898.x
- Henriksen JH, Ring-Larsen H, Christensen NJ. "Propranolol in gastrointestinal bleeding from cirrhosis". N Engl J Med 306: 1551, 1982 PMID 6978995
- Henriksen JH.: "Permselectivity of the liver blood-lymph (ascitic-fluid) barrier to macromolecules in decompensated cirrhosis. Relation to pore-sizes". Clin Physiol 3: 163-171, 1983. PMID 6682737
- Henriksen JH, Ring-Larsen H, Christensen NJ. "Sympathetic nervous activity in cirrhosis". J Hepatol 1: 55-65, 1984. PMID 2997320
- Henriksen JH, Schwartz TW, Bülow JB. "Endogenous pancreatic polypeptide in different vascular beds. Relationship to release and degradation in subjects with normal and decreased kidney function". Metabolism 35: 542-546, 1986. PMID 3713514
- Henriksen JH, Staun-Olsen P, Mogensen NB, Fahrenkrug J. "Circulating endogenous vasoactive intestinal polypeptide (VIP) in patients with uraemia and liver cirrhosis". Eur J Clin Invest 16: 211-216, 1986 PMID 3089817
- Ring-Larsen H, Henriksen JH, Wilken C, Clausen J, Pals H, Christensen NJ. "Diuretic treatment in decompensated cirrhosis and congestive heart failure. Effect of posture". Brit. Med J 292: 1351-1353, 1986 PMID 3085844
- Horn T, Christoffersen P, Henriksen JH. "Alcoholic liver injury: Defenestration in non-cirrhotic livers. A scanning electron microscopic study". Hepatology 7: 77-82, 1987 PMID 3542781
- Henriksen JH, Tronier B, Bülow JB. "Kinetics of circulating endogenous insulin, C-peptide, and proinsulin in fasting non-diabetic man". Metabolism 26: 463-468, 1987. PMID 3553849
- Henriksen JH, Ring-Larsen H. "Raised renal venous pressure: direct cause of renal sodium retention in cirrhosis?" Lancet 112: ii, 1988. PMID 2898690
- Schrier RW, Arroyo V, Bernardi M, Epstein M, Henriksen JH, Rodés J. "Peripheral arterial vasodilation hypothesis: A proposal for the initiation of renal sodium and water retention in cirrhosis". Hepatology 8: 1151-1157, 1988. PMID 2971015
- Henriksen JH, Christensen NJ. "Plasma norepinephrine in humans: limitations in assessment of whole body norepinephrine kinetics and plasma clearance". Am J Physiol 257: E743-E750, 1989. PMID 2596601
- Henriksen JH, Bendtsen F, Sørensen TIA, Stadeager C, Ring-Larsen H. "Reduced central blood volume in cirrhosis". Gastroenterology 97: 1506-1513, 1989. PMID 2583416
- Henriksen JH, Bendtsen F, Gerbes AL. "Splanchnic removal of alpha-atrial natriuretic peptide in humans: enhancement after food intake". Metabolism 39: 553-556, 1990. PMID 2139918
- Henriksen JH, Bendtsen F, Christensen NJ, Gerbes AL, Ring-Larsen H, Sørensen TIA. "Estimated central blood volume in cirrhosis: relationship to sympathetic nervous activity, beta-adrenergic blockade, and atrial natriuretic factor". Hepatology 16: 1163-1170, 1992. PMID 1358779
- Møller S, Emmeluth C, Henriksen JH. "Elevated circulatory plasma endothelin-1 concentration in cirrhosis". J Hepato. 19: 285-290, 1993. PMID 8301063
- Møller S, Juul A, Becker U, Flyvbjerg A, Skakkebæk NE, Henriksen JH. "Concentrations, release, and disposal of insulin-like growth factor (IGF)-binding proteins (IGFBP), IFG-1, and growth hormone in different vascular beds in patients with cirrhosis". J Clin Endocrinol Metab 80: 1148-1157, 1995. PMID 7536200
- Gerbes AL, Møller S, Gülberg V, Paumgartner G, Henriksen JH. "Endothelin-1 and -3 plasma concentrations in patients with cirrhosis of the liver - role of splanchnic and renal passage and liver function". Hepatology 21: 735-739, 1995. PMID 7875671
- Møller S, Søndergaard L, Møgelvang J, Henriksen O, Henriksen JH. "Decreased right heart blood volume determined by magnetic resonance imaging: Evidence of central underfilling in cirrhosis". Hepatology 22: 472-478, 1995. PMID 7635415
- Møller S, Bendtsen F, Henriksen JH. "Effect of volume expansion on systemic hemodynamics and central and arterial blood volume in cirrhosis". Gastroenterology 109: 1917-1925, 1995. PMID 7498657
- Bendtsen F, Henriksen JH. "Transit-time analysis in hepatic cirrhosis". Lancet 354: 598-599, 1999. PMID 10470729
- Henriksen JH, Holst JJ, Møller S, Brinch K, Bendtsen F. "Increased circulating leptin in cirrhosis: relation to release and disposal". Hepatology 29: 1818-1824, 1999. PMID 10347125
- Henriksen JH, Schifter S, Møller S, Bendtsen F. "Increased circulating calcitonin (CT) in cirrhosis. Relation to severity of disease and calcitonin gene-related peptide". Metabolism 49: 47-52, 2000. PMID 10647063
- Henriksen JH, Siemssen O, Krintel JJ., Malchow-Møller A, Bendtsen F, Ring-Larsen H. "Dynamics of albumin in plasma and ascitic fluid in patients with cirrhosis". J Hepatol 34: 53-60, 2001. PMID 11211908
- Henriksen JH, Fuglsang S, Bendtsen F, Christensen E, Møller S. "Arterial compliance in patients with cirrhosis". Am J Physiol Gastrointest Liver Physiol 280: G584-594, 2001. PMID 11254484
- Møller S, Henriksen JH. "Cirrhotic cardiomyopathy: a pathophysiological review of circulatory dysfunction in liver disease". Heart 87:9-15, 2002. PMID 11751653
- Henriksen JH, Fuglsang S, Bendtsen F, Christensen E, Møller S. "Dyssynchronous electrical and mechanical systole in patients with cirrhosis". J Hepatol 36:513-520 2002. PMID 11943423
- Henriksen JH, Gøtze JP, Fuglsang S, Christensen E, Bendtsen F, Møller S. "Increased circulating pro-brain natriuretic peptide (proBNP) and brain natriuretic peptide (BNP) in patients with cirrhosis: relation to cardiovascular dysfunction and severity of disease". Gut 52:1511-1517, 2003. PMID 12970147
- Henriksen JH, Møller S, Fuglsang S, Bendtsen F. "Detection of early central circulatory transits in patients with cirrhosis by gamma variate fit of indicator dilution profiles". Am J Physiol. GI 288: 677-684, 2005. PMID 15576626
- Henriksen JH, Fuglsang S, Bendtsen F, Møller S. "Arterial hypertension in cirrhosis. Arterial compliance, volume distribution, and central haemodynamics". Gut 55: 380-387, 2006. PMID 16474108
- Krag A, Bendtsen F, Henriksen JH, Møller S. "Low cardiac output predicts development of hepatorenal syndrome and survival in patients with cirrhosis and ascites". Gut 59:105-110, 2010. PMID 19837678
- Henriksen JH, Fuglsang S, Bendtsen F. "Fourier analysis of arterial pulse in patients with advanced cirrhosis indicates reduced wave reflections that may protect against manifest cardiac dysfunction". Gut 61: 1239-1240, 2012. PMID 22138534
- Zacho HD, Kristensen N, Henriksen JH, Abrahamsen J. "Validation of 99m technetium labelled mebrofenin hepatic extraction method to quantify meal induced splanchnic blood flow responses using a porcine model". J Appl Physiol 112: 877-882, 2012. PMID 22174389
- Henriksen JH, Jensen GB, Larsson HB. "A century of indicator dilution technique". Clin Physiol Funct Imaging 34: 1-9, 2014. PMID 23869947
- Henriksen UL, Kiszka-Kanowitz M, Bendtsen F, Henriksen JH. "Red blood cell (RBC) sodium transport in patients with cirrhosis". Clin Physiol Func Imaging 36: 359-367, 2016. PMID 26016736
- Henriksen UL, Kiszka-Kanowitz M, Bendtsen F, Henriksen JH. "Red blood cell (RBC) sodium transport in patients with cirrhosis". Clin Physiol Func Imaging 36: 359-367, 2016. PMID 26016736 # FuglsaClin Physiol Func Imaging 37: 588-595, 2017. PMID 26769593